# Ryszard Ślizowski
Ryszard Wilhelm Ślizowski (ur. 5 lipca 1942 w Bielsku-Białej, zm. 19 listopada 2014 w Krakowie) – polski inżynier hydrotechnik.

## Kariera naukowa
W 1967 ukończył studia na Wydziale Melioracji Wodnych Wyższej Szkoły Rolniczej w Krakowie, rok później został asystentem naukowo-dydaktycznym w Zakładzie Budownictwa Wodnego na Wydziale Melioracji Wodnych. W 1976 przedstawił pracę Warunki stabilności koryt rzecznych zabudowanych stopniami niskich spadów i uzyskał stopień doktora nauk rolniczych, został wówczas adiunktem. W 1994 przedstawił pracę habilitacyjną Bystrza o zwiększonej szorstkości jako element zabudowy potoków górskich i został wybrany na pięcioletnią kadencję na stanowisko kierownika Zakładu Zaopatrzenia Osiedli w Wodę i Kanalizacji. W 2000 został profesorem nadzwyczajnym, pięć lat później został profesorem w Katedrze Inżynierii Sanitarnej i Gospodarki Wodnej. Od 2007 pracował na stanowisku profesora zwyczajnego w Państwowej Wyższej Szkole Zawodowej im. Stanisława Pigonia w Krośnie w Instytucie Politechnicznym w Zakładzie Inżynierii Środowiska, a w 2010 uzyskał ten tytuł na Uniwersytecie Rolniczym w Krakowie. W 2012 przeszedł na emeryturę pozostając czynnym wykładowcą.

## Odznaczenia[2]
- Złoty Krzyż Zasługi;
- Medal Komisji Edukacji Narodowej;
- Złota i Srebrna Honorowa Odznaka Polskiego Zrzeszenia Inżynierów i Techników Sanitarnych;
- Odznaka 50-lecia Akademii Rolniczej w Krakowie.